# 顺宁县
顺宁县，中国古旧县名。
清朝乾隆三十五年（1770年）置，治所在今云南省凤庆县。为顺宁府治所。1913年裁府留县。1954年改名凤庆县。